# Mustang español
El mustang español es una raza de caballo cimarrón estadounidense (mustang) de importancia histórica, dado que desciende de los caballos introducidos desde España durante los comienzos de la Conquista de América. Aunque a muchos les gusta indicar que este tipo de caballo criollo desciende del andaluz, la historia sugiere que es muy difícil apoyar esta hipótesis, porque los caballos de los conquistadores eran caballos de trabajo (jacas y rocines), no caballos de gran señor. Por otro lado, nadie niega que comparten genes con los caballos berberiscos del norte de Afríca, la caballería ligera usada por los árabes en la conquista de España.
El Congreso de EE. UU. reconoció a los Mustangs como "símbolos vivientes del espíritu histórico y pionero del Oeste que siguen contribuyendo a la diversidad de formas de vida dentro de la nación y a enriquecer las vidas de los estadounidenses".
A día de hoy las manadas de los Mustang han variado del mismo modo que han podido variar los caballos ibéricos originales, es decir, poco. Algunos contienen una mayor mezcla genética de razas francesas o alemanas, más útiles para la labranza, y otras mezclas más recientes, mientras que otros se conservan relativamente sin cambios desde los orígenes, y pueden encontrarse en las poblaciones más aisladas.
En la actualidad, los ejemplares de Mustang son una especie protegida y administrada por la Oficina de Tierras estadounidense. Existe cierta controversia en torno a la propiedad de las tierras, y por tanto, de los caballos mustang libres, así como de los métodos con los que el Gobierno Federal administra los ejemplares en libertad. Además, hay un debate adicional acerca de si esta especie es nativa, o por el contrario, es una especie invasora, algo negativo para los ejemplares originales americanos, bioĺógicamente extintos en el momento de la introducción del caballo español. Son muchos los métodos que se utilizan para controlar la población de los ejemplares Mustang, como la adopción por parte de ciudadanos de caballos de esta gama.

## Etimología y uso

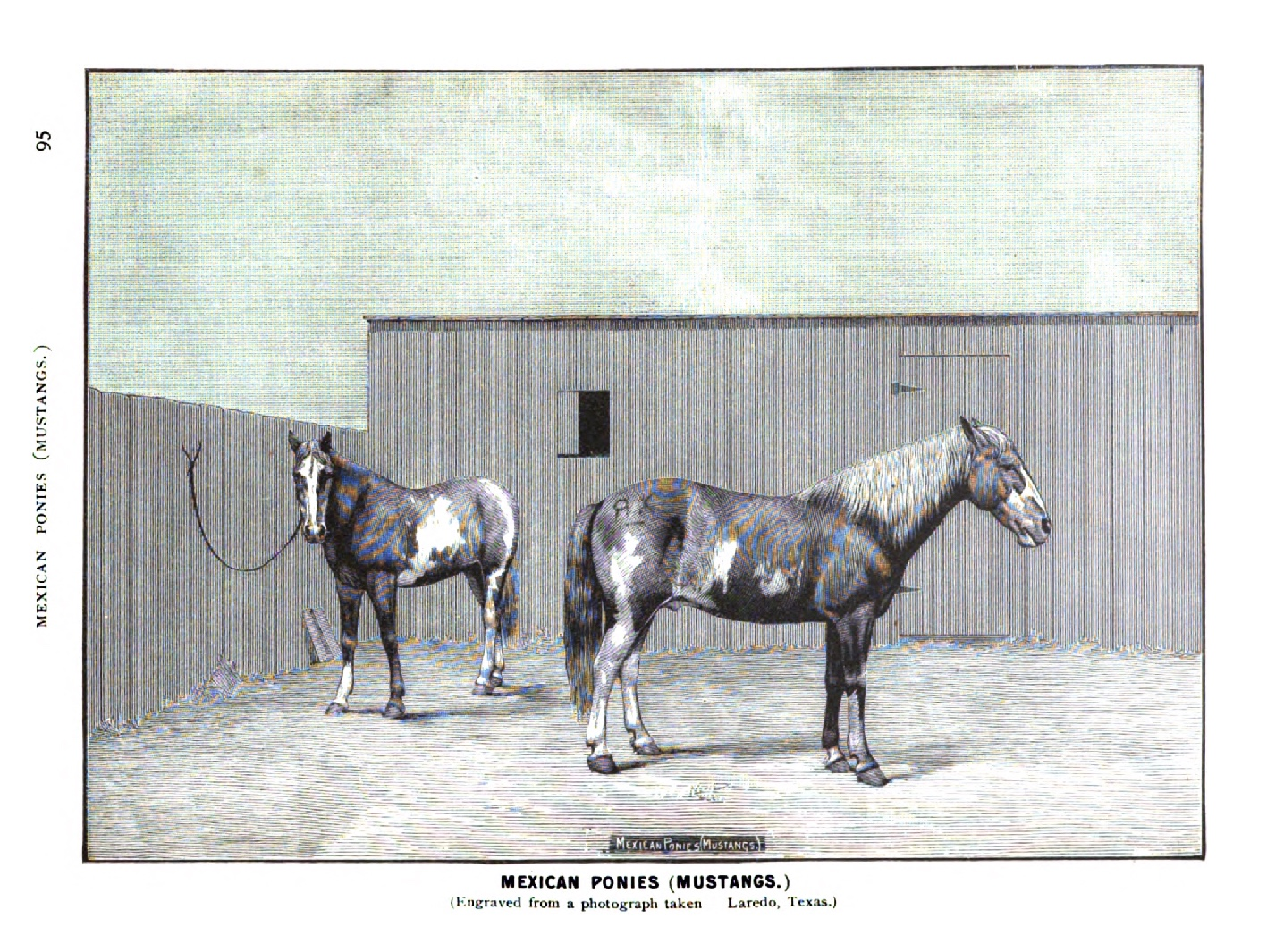
En Estados Unidos, el nombre "Mustang" proviene del coloquialismo mexicano "Mesteño" con que se nombraba a los caballos mexicanos que eran salvajes y no tenían dueño.

La palabra "mustang" proviene del coloquialismo mexicano "mesteño" o "mostrenco", que significa "salvaje" o "cerril". En el español mexicano, tanto mesteño como mostrenco se usaban indistintamente y significaba caballos, mulas y ganado vacuno salvajes y sin dueño, que vagaban libremente por la inmensidad de la campiña mexicana; sinónimos de cerrero, cerril, indómito, bronco, feroz, bravo, salvaje. La acepción mexicana es la adoptada por los estadounidenses.
En España, por el contrario, mesteño se refería originalmente a cualquier res ganadera extraviada de propiedad incierta que terminaba bajo la propiedad del poderoso gremio de ganaderos trashumantes de ovejas merinas en la España medieval, la Mesta; en el castellano ibérico, mesteño significa literalmente "lo que toca o pertenece a la Mesta". A su vez, mesta proviene del latín "(animalia) mixta", es decir, "(animales) mezclados". Mientras que "mostrenco" se refiere a cualquier tipo de bienes, incluyendo muebles o joyas, que hayan sido abandonados o cuya propiedad sea incierta y, por lo tanto, después de un año y un día pasa a ser propiedad del Rey o de la comunidad que tenga privilegio sobre ello. Deriva de «mostrar», ya que por ley, tras encontrar dichos bienes, deben mostrarse o manifestarse ante las autoridades.  En España, también se refiere a una persona sin hogar ni amo, alguien ignorante o lento para razonar o aprender, y alguien gordo y pesado.

## Historia
Hoy en día, los únicos caballos salvajes verdaderos son los caballos de Przewalski, originario de Mongolia, los de la raza de retuertas, o andaluces, los "Asturcones", de Asturias la raza europea más antigua de todas. Sin embargo, la familia de los équidos existió en tiempos prehistóricos y experimentó su evolución en América del Norte. Los estudios con ADN antiguo, así como el ADN de los ejemplares más recientes muestra que en un primer momento fueron dos especies estrechamente relacionadas con los caballos en América del Norte: el "caballo salvaje" (Equus ferus) y el "Caballo de zancudos", que se asigna a varios tipos de ejemplares. A pesar de esto, el género Equus, en Norteamérica, se extinguió al final de la última edad de hielo, hace unos 10-12.000 años aproximadamente, posiblemente debido al cambio climático sumado al impacto de cazadores recién llegados. Por tanto antes de la llegada de Cristóbal Colón a América, podría decirse que no había caballos en todo el continente. Los caballos volvieron a poblar América gracias a las importaciones españolas, y a los caballos que llevaban en los barcos los conquistadores españoles. El mismo Cristóbal Colón importó caballos de España a las Indias Occidentales en su segundo viaje en 1493. Los caballos domesticados llegaron al continente con Hernán Cortés, en 1519.
Los primeros Mustangs eran los descendiente de los caballos ibéricos que llegaron a las costas de México y Florida. La mayoría de estos caballos eran de raza desconocida y cruzas con caballos berberíscos. Algunos de estos caballos escaparon o fueron capturados por los nativos americanos, y la especie se extendió rápidamente por todo el oeste de América del Norte.
Los nativos americanos adoptaron rápidamente el caballo como medio principal de transporte. Los caballos reemplazaron a los perros como compañía humana, debido en gran medida a su importancia en las luchas tribales, y a su utilidad para el comercio y la caza, en particular la del bisonte.
A partir de la época colonial y durante la expansión hacia el oeste en la década de 1800, los caballos pertenecientes a exploradores, comerciantes y colonos que escaparon o fueron puestos en libertad de forma intencional se unieron a la reserva genética de caballos españoles descendientes de los rebaños. También era práctica común ente los rancheros del oeste, liberar a sus caballos en invierno para que se buscaran el forraje. Algunos rancheros también trataron de "mejorar" las manadas salvajes acabando con los sementales dominantes y sustituyéndolos por caballos con pedigrí.